# Squamolithon
Squamolithon (Heydrich, 1911)  é o nome botânico  de um gênero de algas vermelhas pluricelulares da família Hapalidiaceae, subfamília Melobesioideae.

## Espécies
Apresenta 1 espécie:
- Squamolithon lenormandii (J.E. Areschoug) Heydrich, 1911

= Phymatolithon lenormandii (J.E. Areschoug) W.H. Adey, 1966